# Casa-torre dei Gualtieri
Casa-torre dei Gualtieri è una costruzione medievale sita in piazza Carducci a Monza.

## Storia

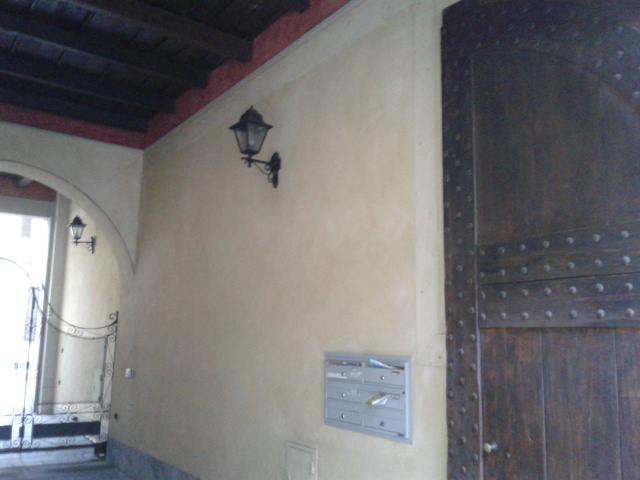
Casa-torre dei Gualtieri, ingresso

L'edificio risale alla seconda metà del XIII secolo: una torre lo affianca e quasi con esso si confonde poiché ha la stessa altezza della casa stessa, ma è ben riconoscibile sul lato destro del complesso. Le finestrature della torre sono ad un livello più alto di quelle originarie della casa. Nel XVIII secolo sono state aperte nuove finestrature. La base della torre era rivestita di pietre di serizzo, affini a quelle del vicino Arengario.
Dalle Cronache di Bonincontro Morigia sappiamo che la casa, nel XIV secolo, apparteneva a un'importante famiglia guelfa della città, i Gualtieri, da cui prende il nome la casa.
La casa fa parte dei Beni Culturali della Lombardia, dove è citata con il nome di "Casa della regina Teodolinda", cosa strana visto che la regina Teodolinda visse fra la fine del VI e l'inizio del VII secolo, dunque ben prima che fosse costruito l'edificio.